# Skelund Station
Skelund Station var en jernbanestation på Aalborg-Hadsund Jernbane (1900-69). Stationen havde krydsnings- og læssespor. Læssesporet med stikspor til enderampe lå i forlængelse af stationsbygningen, og ved læssesporet lå et stort privat foderstofpakhus.
Stationen bragte nye initiativer og vækst til Skelund, der voksede til omkring 550 indbyggere. Fra byen var der postbil og senere rutebil mod Als. Folk fra Als benyttede denne station, når de skulle til Aalborg, Hadsund og videre mod Randers.
Den store jernbanelov fra 1918 indeholdt en sidebane fra Skelund til Als, eventuelt videre til Øster Hurup. Som de fleste andre projekter i loven blev denne bane ikke anlagt, så Skelund blev ikke jernbaneknudepunkt.
Stationsbygningen blev efter banens nedlæggelse indrettet til bolig. Stationsbygningen blev nedrevet 23-25. februar 2015 efter flere års forfald.